# Micromygale diblemma
Genre
Espèce
Micromygale diblemma, unique représentant du genre Micromygale, est une espèce d'araignées mygalomorphes de la famille des Microstigmatidae.

## Distribution
Cette espèce est endémique du Panama. Elle se rencontre entre 1 175 et 1 500 m d'altitude sur le Cerro Colorado.

## Description
Le mâle holotype mesure 0,76 mm et la femelle paratype 0,81 mm.
Les araignées de cette espèce disposent de deux yeux.

## Publication originale
- Platnick & Forster, 1982 : On the Micromygalinae, a new subfamily of mygalomorph spiders (Araneae, Microstigmatidae). American Museum Novitates, no 2734, p. 1-13 (texte intégral).